# 亚历山大·埃特金德
亚历山大·埃特金德（Alexander Etkind，1955年—）是一位俄国文化史学家。

## 生平
1955年生于圣彼得堡。1978年，他在列宁格勒国立大学获得心理学和英语硕士学位。1998年，他在赫尔辛基大学通过斯拉夫研究/文化史博士（资格认证）答辩。此后，他在圣彼得堡欧洲大学、剑桥大学任教。他是纽约大学、柏林科学学院等机构的访问学者。曾任欧洲大学学院历史学教授和俄罗斯-欧洲关系讲席教授及欧洲国际法和国际关系研究所的研究员。
他的研究重点是欧洲和俄罗斯的思想史、记忆研究、自然资源和政治经济史、欧洲的帝国和殖民地，以及21世纪的俄罗斯政治、小说和电影。自2022年起任中欧大学国际关系学系教授。

## 出版物
- Warped Mourning. Stories of the Undead in the Land of the Unburied, Palo Alto: Stanford University Press, 2013.
- Internal Colonization. Russia’s Imperial Experience, Cambridge: Polity 2011
- Хлыст: Секты, литература и революция (The Russian Flagellant: Sects, Literature, and Revolution) Moscow: NLO 1998; second revised edition: 2013
- Eros of the Impossible: The History of Psychoanalysis in Russia. Boulder - Oxford: Westview 1996